# NGC 5786
NGC 5786 is een balkspiraalstelsel in het sterrenbeeld Centaur. Het hemelobject werd op 5 juni 1834 ontdekt door de Britse astronoom John Herschel.

## Kappa Centauri
Waarnemers die het balkspiraalstelsel NGC 5786 met behulp van een telescoop willen opsporen worden geconfronteerd met de relatief heldere dubbelster Kappa Centauri (κ Centauri) die zich, vanaf de Aarde gezien, op slechts enkele boogseconden ten noordnoordwesten van dit stelsel bevindt

## Synoniemen
- ESO 327-37
- MCG -7-31-4
- IRAS 14556-4148
- PGC 53527